# Divisione No. 6 (Manitoba)
La Divisione No. 6, o Virden (parte della Westman Region) è una divisione censuaria del Manitoba, Canada di 9.814 abitanti.

## Comunità
- Elkhorn
- Oak Lake
- Virden